# Federazione Italiana Dama

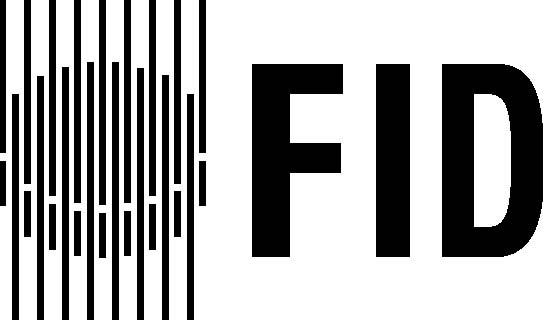
Logo FID

La Federazione Italiana Dama è stata fondata nel 1924 a Milano, da Luigi Franzioni ed altri, e nel 1993 è stata riconosciuta dal CONI, quale disciplina associata. È retta da un Consiglio Federale formato dal Presidente e nove consiglieri (due rappresentanti degli atleti, un rappresentante degli istruttori e sei rappresentanti delle società sportive). La periferia è articolata in Comitati e Delegazioni regionali e provinciali e Circoli e Sezioni damistiche, in tutta Italia. 
Ha sede a Roma presso il Palazzo H del CONI ed il Presidente è Carlo Andrea Bordini, i vicepresidenti sono Claudio Ciampi (vicario) e Luca Iacovelli e Francesca De Santis;
Organizza ogni anno numerose gare e Campionati per tutte le categorie di dama italiana e dama internazionale. Svolge una vasta attività giovanile, principalmente nelle scuole, che coinvolge ogni anno centinaia di istituti scolastici e decine di migliaia di studenti.
L'organo ufficiale della FID è il periodico Damasport, bimestrale edito dalla federazione stessa e spedito a tutti i tesserati. Damasport, il sito internet federale, la pagina Facebook e l'account Twitter rappresentano i principali canali di comunicazione tra la FID, i suoi Tesserati ed il mondo esterno.